# Petrinjčica
Petrinjčica je rijeka koja protječe kroz Petrinju, gdje se ulijeva u Kupu.

## Opis
Rječica Petrinjčica izvire na Zrinskoj gori (560 metara nadmorske visine), a zbog velike razlike između izvora i ušća (na 460 metara) ima snažnu eroziju te usijecanje korita. Duga je 36 kilometara, površina slivnog područja je 150 km² s maksimalnim protokom od 230 m/s. U gornjemu toku prima najviše potočnih pritoka, pa postaje sve bučnija i brža, stvarajući specifičan krajobraz planinske rječice. Taj je dio sliva izrazito šumovit i uglavnom bez naselja, znači i bez značajnih ratarskih i stočarskih djelatnosti i mogućih onečišćenja. Na koti 165 kod naselja Jabukovac, prelazi u srednji tok, kada se susreće s naseljima, željezničkom prugom, cestom koja povezuje Petrinju s Dvorom i Glinom, trasom Jadranskoga naftovoda, šikarama i posječenim goletima te pašnjacima i oranicama. Usporava tok i prolazi kroz klanac Tješnjak ,gdje ponovno porima prirodni izgled. Izlaskom iz uske sutjeske kod Hrastovice i Budičine započinje donji tok, gdje slobodno meandrira širokom dolinom plaveći okolna polja. Godine 1912. napravljen je nasip od 1910 metara s pet betonskih kaskada, a šezdesetih godina prošloga stoljeća reguliran je potez od mosta na Petrinjčici do ušća. Petrinjčica i njezino slivno porječje predstavljaju bogat prirodni rezervat s nizom zaštićenih biljnih i životinjskih vrsta te bogatim tragovima (nalazištima) okamina iz davne prošlosti (mezozoika). Između dvadeset vrsta riba koje su karakteristične za gorske rijeke, u njoj obitava i nekoliko zaštićenih vrsta (svitkovac, potočna mrena, balkanska mrena, veliki vijun, piškur, zlatna nežica, potočna pastrva, ukrajinska potočna paklara, tankorepa krkuša, lipnjen, obični vijun, manjić i glavoč.

## Petrinjska šetnica
Rekreativna, kružna pješačka staza, označena smjerokazima, s polaznom točkom od novog mosta na Petrinjčici, vodi lijepim perivojem, nasipom uz Petrinjčicu, vinorodnim brežuljcima uz nekadašnju Vilu Gavrilović, pokraj spomenika braniteljima do izvora Jelen u Popovoj šumi bogatoj starim hrastovima i dalje preko Sv.Trojstva do polazne točke.

## Također pogledaj
- Hrastovička gora